# Umik
Umik, eskimski šaman (angakkuq) iz plemena Tununirmiut iz Pond Inleta na otoku Baffin Island u kanadskom teritoriju Nunavut, koji ranih 1920.-tih dolazi u Igloolik (Iglulik) među Iglulirmiut Eskime, gdje je počeo propovijedati svoj oblik kršćanstva, sinkretički spoj tradicionalnog eskimskog i kršćanskog učenja.
Njegov sin Nuqallaq ubio je 1920. newfoundlandskog trgovca krznom Roberta Janesa,